# Système éducatif au Liban
 (octobre 2013).
Si vous disposez d'ouvrages ou d'articles de référence ou si vous connaissez des sites web de qualité traitant du thème abordé ici, merci de compléter l'article en donnant les références utiles à sa vérifiabilité et en les liant à la section « Notes et références ».

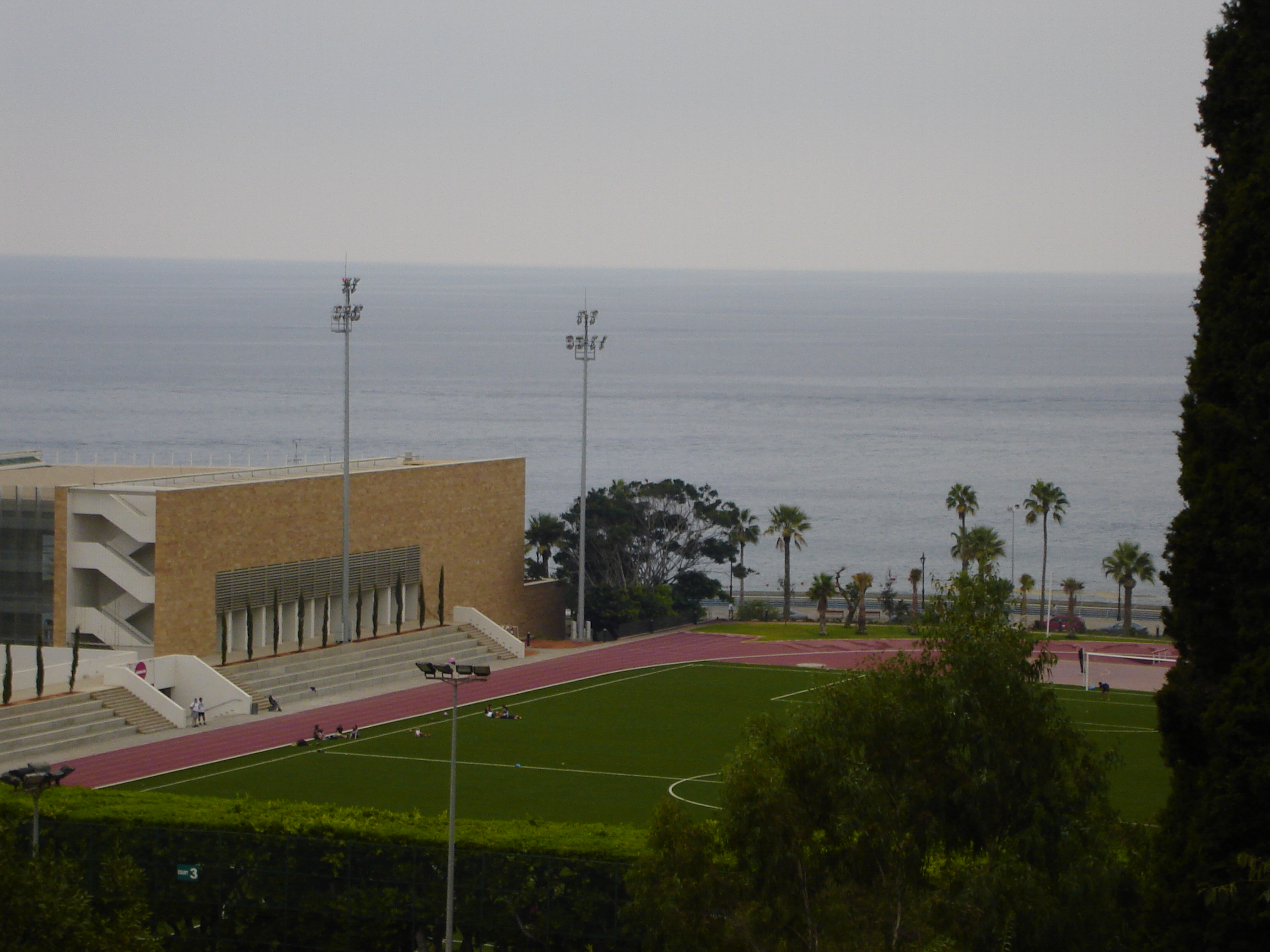
Un des bâtiments de l'Université américaine de Beyrouth (2005).

L’éducation au Liban est inspirée du système napoléonien (baccalauréat français) : au Liban, le baccalauréat est nécessaire pour faire des études universitaires. Néanmoins comme dans tous les pays francophones le bac français peut être présenté à la place du libanais. Un accord France-Liban fait en 1943 après l’indépendance du Liban, proclame la mutuelle reconnaissance des diplômes.
En 1970, à la création de l'Organisation internationale de la francophonie (OIF), le Liban en est membre et un accord avec tous les membres fut signé pour la reconnaissance des diplômes francophones dans les pays membres de l’organisation.
La crise économique frappant le Liban depuis 2018 a forcé de nombreux jeunes libanais à abandonner leur éducation et à rejoindre le marché du travail indique un rapport de l'UNICEF en 2022. Le taux d'inscription dans les établissements éducatifs est passé de 60 % à 43 % en une année pour les jeunes âgés de 15 à 24 ans.